# Тверський шляхопровід
Тверський шляхопровід (початкова назва — Брестський віадук, також Білоруський шляхопровід) — автомобільний та пішохідний шляхопровід у Москві біля Білоруського вокзалу. Пам'ятник архітектури московського модерну початку XX століття, офіційного охоронного статусу не має.
Проходить над залізничними коліями Олексіївської сполучної лінії. Від Тверського шляхопроводу починається Ленінградський проспект.
Довжина Тверського шляхопроводу становить 219 м, ширина 49,5 м. Шляхопровід має 4 смуги для руху в центр та 5 смуг для руху в область.

## Загальна інформація
Поєднує 1-шу Тверську-Ямську вулицю з Ленінградським проспектом. Споруджений шляхопровід у 1904—1908 роках за проєктом інженера І. І. Струкова (автора будівлі Білоруського вокзалу), спільно з інженером С. В. Безобразовим. У 1946 році реконструйований. Із боку площі Тверська Застава для кращої організації руху під шляхопроводом було обладнано тунель для автомобільного та пішохідного руху. У 1960-х роках шляхопровід реконструювали з боку Ленінградського проспекту.
На думку доктора мистецтвознавства М. В. Нащокіної, в історію московського модерну архітектор І. І. Струков увійшов як автор Тверського шляхопроводу.

Міст має два сходові сходи з боку Ленінградського проспекту і один — з площі Тверська Застава. Також із південного тротуару шляхопроводу невеликий місток веде до дверей на другому поверсі вокзальної будівлі, звідки сходи ведуть до касової зали станції метро Білоруська Замоскворіцької лінії. До 2000-х років із південного тротуару був сходовий схід на острівну платформу № 5 заміського сполучення Білоруського вокзалу.

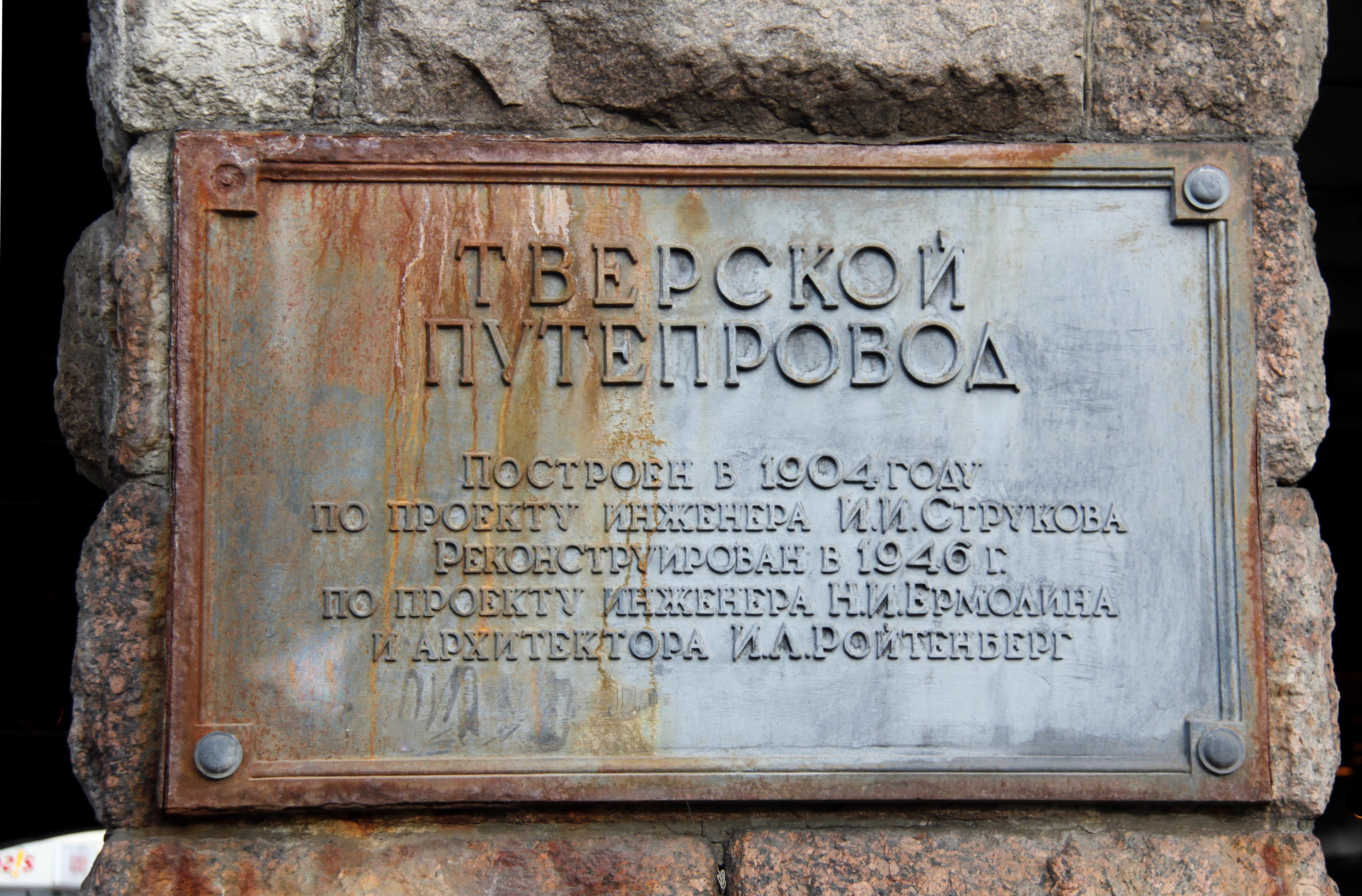
Пам'ятна дошка
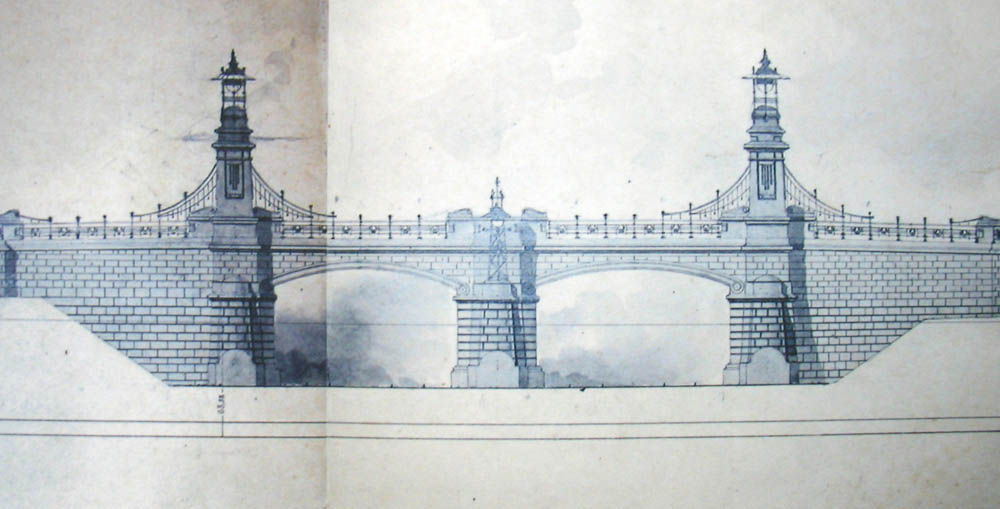
Креслення шляхопроводу, виконаного Струковим
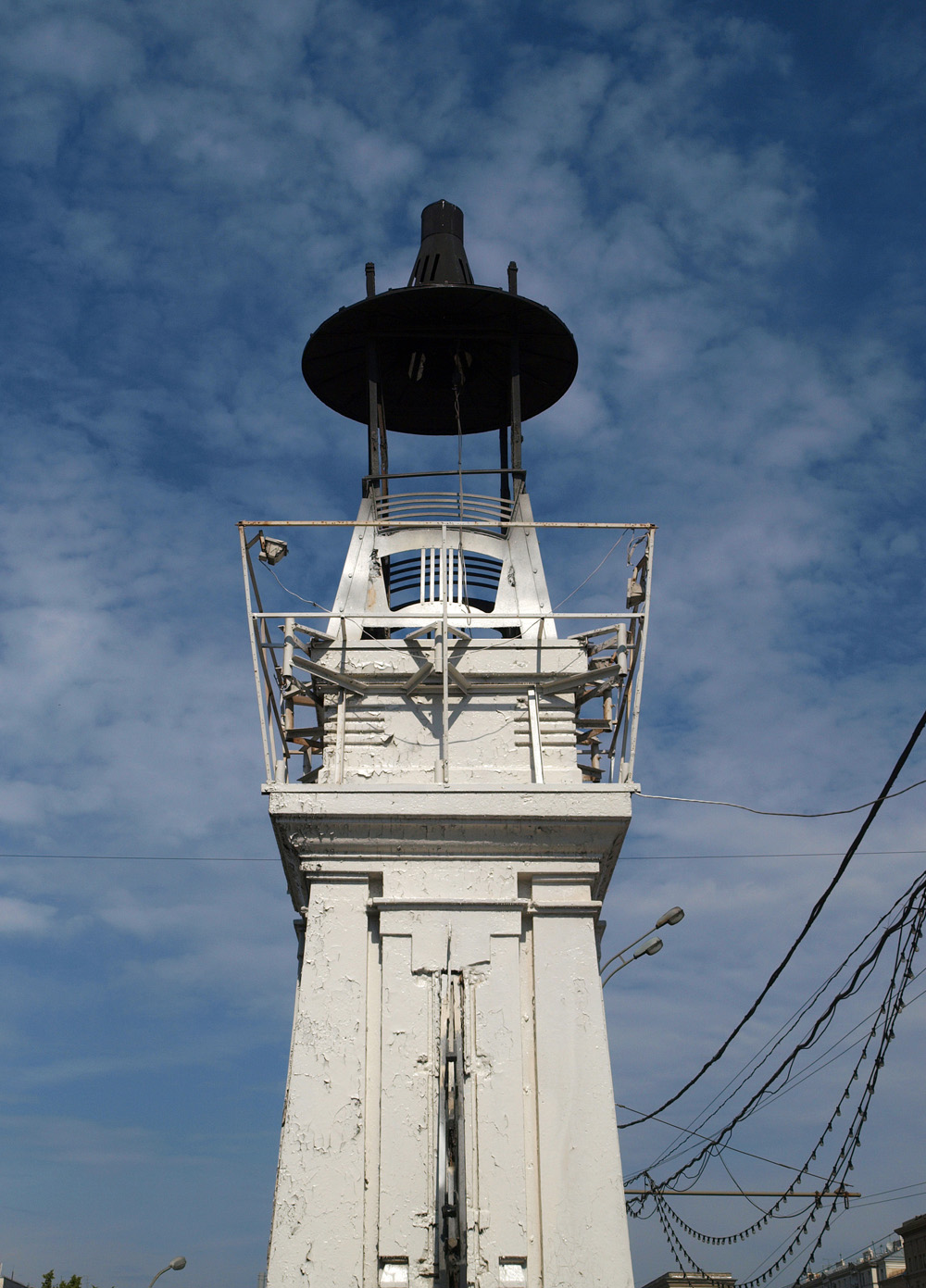
Одна з башт Тверського шляхопроводу
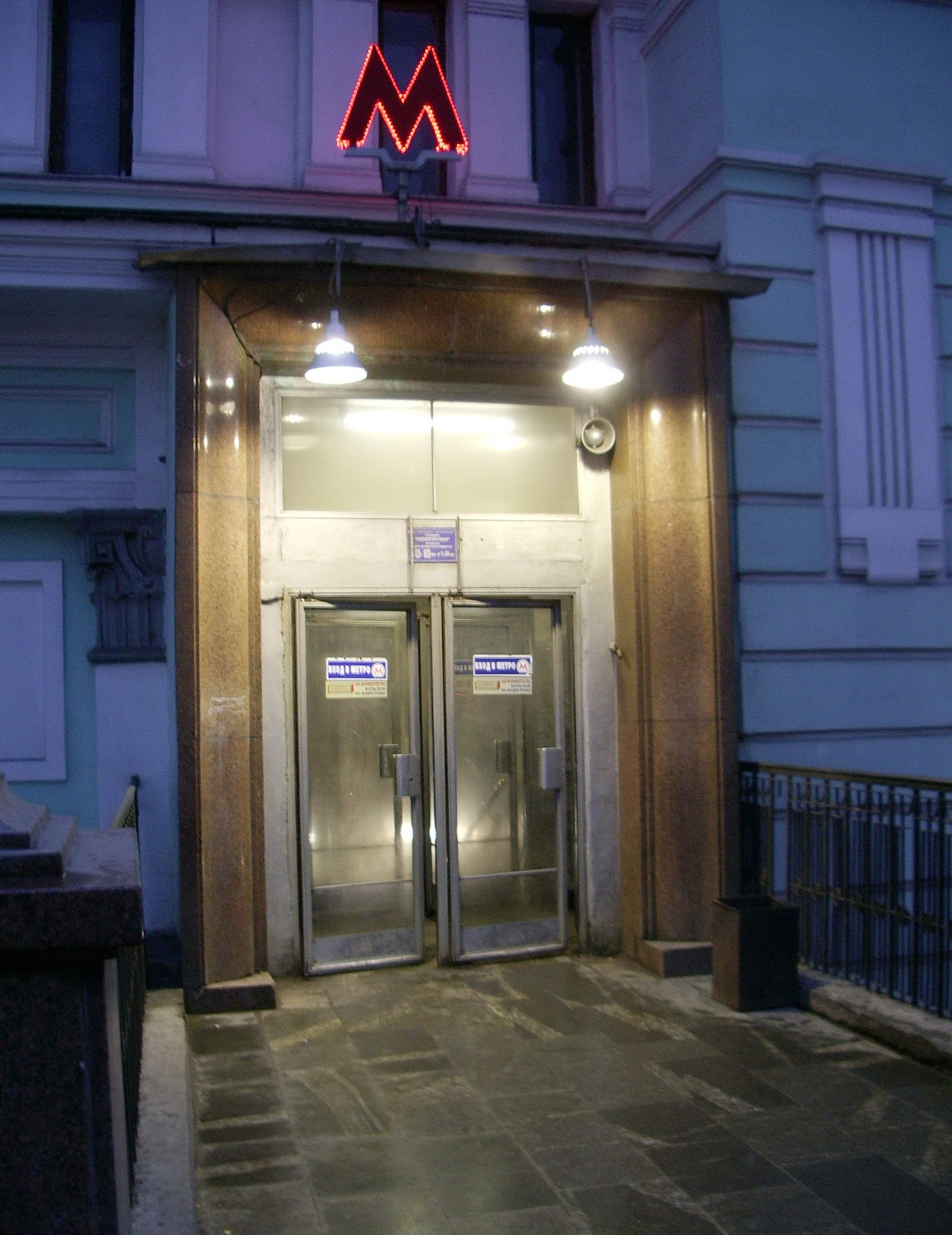
Вхід на станцію «Білоруська» Замоскворіцької лінії з Тверського шляхопроводу